# Sørensen Bluff
Das Sørensen Bluff (englisch, chinesisch 牛嘴角 Niuzui Jiao, deutsch ‚Stiermaulspitze‘) ist eine markante, kliffartige Landspitze an der Ingrid-Christensen-Küste des ostantarktischen Prinzessin-Elisabeth-Lands. In den Larsemann Hills ragt sie als mittleres Segment der Halbinsel Broknes zwischen der Lied Promontory und der Fletcher Promontory sowie 1,3 km nordwestlich der Law-Racoviță-Station in den Nella-Fjord hinein.
Das Antarctic Names Committee of Australia benannte sie 1988 nach Arne Jacob Sørensen, leitender Offizier der Nella Dan von 1978 bis 1982 sowie Kapitän des Schiffs von 1982 bis 1987.